# Стецовка (Ивано-Франковская область)
Стецовка (укр. Стецівка) — село в Снятынской городской общине Коломыйского района Ивано-Франковской области Украины.
Население по переписи 2001 года составляло 216 человек. Занимает площадь 3,687 км². Почтовый индекс — 78333. Телефонный код — 03476.